# Azzo Alidosi
Pour les articles homonymes, voir Alidosi.
Azzo Alidosi (mort en 1372) est un noble italien qui vécut au XIVe siècle, appartenant à la famille Alidosi de la ville d'Imola.

## Biographie
Fils de Roberto Alidosi, il épousa Rengarda Manfredi de la famille régnante de Faenza, puis Margherita di Castelbarco en secondes noces.
Il fut seigneur de Fermo en 1360-1361, puis succéda à son père comme seigneur d'Imola à la mort de celui-ci en 1362.
En 1365, il fut chassé d'Imola par Rinaldo Bulgarelli que supportait le cardinal Egidio Albornoz, chef des armées pontificales. Il réussit toutefois à revenir à Imola deux ans plus tard avec le titre de vicaire pontifical que lui délivra Urbain V.
Il meurt en 1372.

## Sources
- (en) Cet article est partiellement ou en totalité issu de l’article de Wikipédia en anglais intitulé « Azzo Alidosi » (voir la liste des auteurs).